# 觀察海崖
60°43′S 45°36′W / 60.717°S 45.600°W
觀察海崖（英語：Observation Bluff）是南極洲的海崖，位於南奧克尼群島的西格尼島，處於帕爾港北面，海拔高度110米，在1947年由英國研究隊測量，現時由南極條約體系管理。